# Associazione Calcio Savoia 1908 1998-1999
Questa voce raccoglie le informazioni riguardanti il Savoia nelle competizioni ufficiali della stagione 1998-1999.

## Stagione

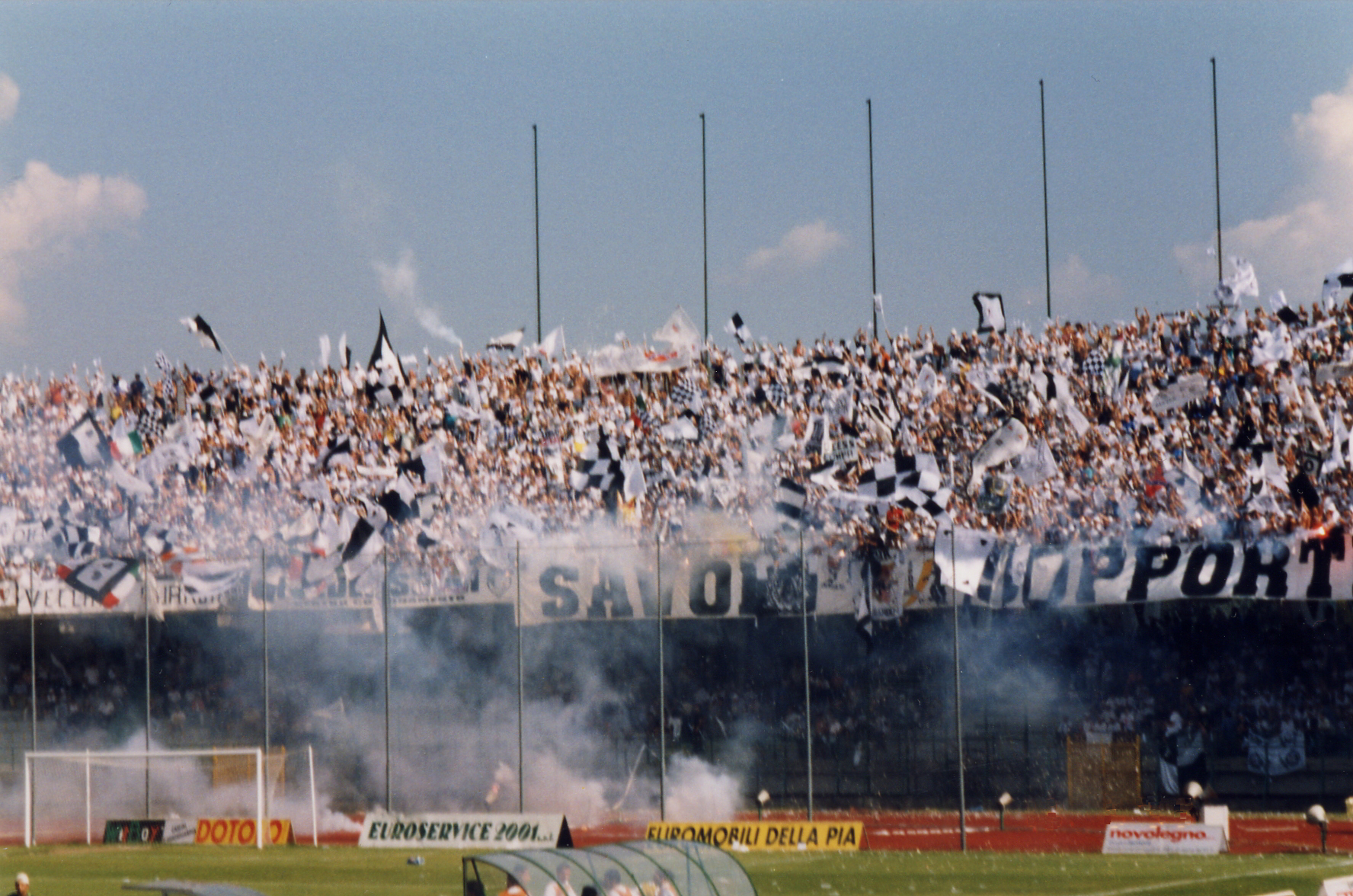
I tifosi del festeggiano il ritorno in serie B dopo oltre mezzo secolo

La stagione 1998-1999 fu la 77ª stagione sportiva del Savoia.
Dopo il deludente nono posto della stagione precedente e la perdurante indisponibilità del Giraud, che costringe il club a giocare le gare casalinghe al San Paolo di Napoli, il Savoia non parte con il favore dei pronostici, ed i risultati iniziali sono alquanto altalenanti. In trasferta soffre già dalla prima giornata, sconfitto ad Avellino, a cui faranno seguito ulteriori quattro trasferte senza vittorie, tra cui spicca il pesante 5-0 subito a Crotone, in cui Jaconi rischia l'esonero. Fanno da contraltare le 5 vittorie iniziali casalinghe, tra cui il 2-0 rifilato al Palermo, favorito per la vittoria finale, identico risultato si registra anche nella vittoria contro l'Ascoli e vittoria per 1-0 scaturita nell'overtime nel sentito derby con Nocerina. La prima vittoria in trasferta si registra il 22 novembre, 1-2 alla Fermana che poi sarà la vincitrice del campionato. Ma al successo di Fermo fa seguito la prima sconfitta casalinga per mano della Juve Stabia (0-1), poi 5 risultati utili consecutivi (2 vittorie e 3 pareggi), chiudono il girone di andata.
Disastroso l'inizio nel girone di ritorno, dove il Savoia in 11 gare ne perde 6, sconfitto in casa da Avellino (0-1), Crotone (0-1) e Fermana (1-2), in trasferta perde a Palermo, Ascoli ed Ancona sempre per 1-0. L'unico successo è quello ottenuto in trasferta contro la Battipagliese (0-1). Il Savoia si riprende dalla trasferta contro la Juve Stabia, dove, nelle ultime 6 giornate, conquista tre vittorie e due pareggi, tra cui quello di Foggia all'ultima giornata, decisivo per la corsa ai play-off. Infatti si classifica a pari punti con Castel di Sangro e Nocerina, ma si piazza al 5º posto grazie alla classifica avulsa.
Il momento di forma continua, anche se tra le partecipanti ai play-off parte sfavorito nei confronti di Palermo e Juve Stabia. Il 31 maggio nella semifinale di andata, il Savoia affronta in casa il Palermo, riuscendo a spuntarla con lo scarto minimo, grazie ad un calcio di rigore trasformato da Califano nel secondo tempo. Il 7 giugno nella gara di ritorno ai rosanero basterebbe vincere per 1-0 grazie al miglior piazzamento in classifica, ma i biancoscudati passano ancora per 0-1 grazie ad un gol di Masitto.
Nella finale del Partenio è derby con la Juve Stabia. I gol di Masitto e Nocerino riportano il Savoia in serie B dopo 52 anni.

## Divise e sponsor
Lo sponsor tecnico per la stagione 1998-1999 è Royal Sport, mentre lo sponsor ufficiale è Edil Gamo.
| Casa | Trasferta | Portiere |

## Organigramma societario
Area direttiva
- Presidente:  Mario Moxedano
- Amministratore delegato: Salvatore Moxedano

Area organizzativa
- Direttore generale: Francesco Maglione[2]
- Segretario generale: Giuseppe Iodice

Area tecnica
- Direttore Sportivo: Pietro Leonardi
- Allenatore:  Osvaldo Jaconi

Area sanitaria
- Medico sociale: Gaetano Sannino
- Massaggiatori: Giovanni Oliva

## Rosa
| N. |                      | Ruolo | Calciatore          |
| -- | -------------------- | ----- | ------------------- |
|    | Argentina (bandiera) | P     | Pablo Malinarich    |
|    | Italia (bandiera)    | P     | Marco Morrone       |
|    | Italia (bandiera)    | P     | Generoso Rossi      |
|    | Italia (bandiera)    | D     | Fabio Bonadei       |
|    | Italia (bandiera)    | D     | Marcello Corazzini  |
|    | Italia (bandiera)    | D     | Maurizio Marin      |
|    | Italia (bandiera)    | D     | Vincenzo Migliaccio |
|    | Italia (bandiera)    | D     | Giuseppe Misiti     |
|    | Italia (bandiera)    | D     | Alberto Nocerino    |
|    | Italia (bandiera)    | D     | Sandro Porchia      |
|    | Italia (bandiera)    | D     | Paolo Siroti        |
|    | Italia (bandiera)    | D     | Simone Veronese     |
|    | Italia (bandiera)    | C     | Giuseppe Alessi     |

| N. |                   | Ruolo | Calciatore            |
| -- | ----------------- | ----- | --------------------- |
|    | Italia (bandiera) | C     | Salvatore Ambrosino   |
|    | Italia (bandiera) | C     | Andrea De Gregorio    |
|    | Italia (bandiera) | C     | Giuseppe Ferazzoli    |
|    | Italia (bandiera) | C     | Livio Maranzano       |
|    | Italia (bandiera) | C     | Giulio Migliaccio     |
|    | Italia (bandiera) | C     | Aldo Monza (capitano) |
|    | Italia (bandiera) | C     | Santo Torre           |
|    | Italia (bandiera) | A     | Gianni Califano       |
|    | Italia (bandiera) | A     | Antonio Di Nardo      |
|    | Italia (bandiera) | A     | Cristiano Masitto     |
|    | Italia (bandiera) | A     | Giuseppe Mosca        |
|    | Italia (bandiera) | A     | Orazio Russo          |
|    | Italia (bandiera) | A     | Simone Tiribocchi     |

## Calciomercato
| Acquisti | Acquisti | Acquisti | Acquisti   |
| R.       | Nome     | da       | Modalità   |
| -------- | -------- | -------- | ---------- |
|          |          |          | definitivo |

| Cessioni | Cessioni | Cessioni | Cessioni   |
| R.       | Nome     | a        | Modalità   |
| -------- | -------- | -------- | ---------- |
|          |          |          | definitivo |

## Risultati

### Serie C1

#### Girone di andata
| Arbitro: | Calcagno (Nichelino) |

|                               |           |              |
| De Filippis 53’ Trinchera 77’ | Marcatori | 33’ O. Russo |

| Arbitro: | Papini (Perugia) |

|                        |           |  |
| Califano 45’ Monza 80’ | Marcatori |  |

| Arbitro: | Lombardi (Lanciano) |

|             |           |                     |
| Sgrigna 45’ | Marcatori | 48’ (rig.) Califano |

| Arbitro: | Soffritti (Ferrara) |

|                             |           |  |
| Tiribocchi 48’ O. Russo 80’ | Marcatori |  |

| Arbitro: | Ciccoianni (Ascoli Piceno) |

|              |           |  |
| Micciola 65’ | Marcatori |  |

| Arbitro: | Cecotti (Udine) |

|                                 |           |              |
| Califano 9’ (rig.) O. Russo 64’ | Marcatori | 67’ Cecchini |

| Acireale 18 ottobre 1998, ore CEST 7ª giornata | Acireale           | 0 – 0 | Savoia | Stadio Tupparello\| Arbitro: \| Niccolai (Livorno) \| |
| Arbitro:                                       | Niccolai (Livorno) |       |        |                                                       |

| Arbitro: | N. Ayroldi (Molfetta) |

|                         |           |           |
| Tiribocchi 9’ Monza 63’ | Marcatori | 28’ Tozzi |

| Arbitro: | Calcagno (Nichelino) |

|                                               |           |  |
| Ambrosi 9’, 29’ La Canna 58’ (rig.), 78’, 83’ | Marcatori |  |

| Arbitro: | Papini (Perugia) |

|             |           |  |
| Mosca 90+1’ | Marcatori |  |

| Arbitro: | Urbano (Carbonia) |

|              |           |                             |
| Di Fabio 61’ | Marcatori | 55’ Califano 60’ Tiribocchi |

| Arbitro: | Maselli (Lucca) |

|  |           |             |
|  | Marcatori | 56’ Fontana |

| Arbitro: | Ferlito (Prato) |

|                       |           |                                   |
| Molino 47’ Giglio 85’ | Marcatori | 12’ Ambrosino 70’ (rig.) Califano |

| Catania 13 dicembre 1998, ore CEST 14ª giornata | Atletico Catania  | 0 – 0 | Savoia | Stadio Cibali\| Arbitro: \| Urbano (Carbonia) \| |
| Arbitro:                                        | Urbano (Carbonia) |       |        |                                                  |

| Arbitro: | Trefoloni (Siena) |

|            |           |  |
| Alessi 66’ | Marcatori |  |

| Arbitro: | Saccani (Mantova) |

|  |           |              |
|  | Marcatori | 21’ Califano |

| Arbitro: | Ferlito (Prato) |

|                            |           |                           |
| Ferazzoli 33’ Califano 47’ | Marcatori | 52’ Oshadogan 77’ Perrone |

#### Girone di ritorno
| Arbitro: | Cavuoti (Vasto) |

|  |           |                      |
|  | Marcatori | 89’ (rig.) Trinchera |

| Arbitro: | Sofritti (Ferrara) |

|                |           |  |
| Puccinelli 44’ | Marcatori |  |

| Arbitro: | Cuttica (Alessandria) |

|                                             |           |                                           |
| O. Russo 9’ Masitto 52’ Califano 76’ (rig.) | Marcatori | 16’ La Scala 33’ Gennari 71’ (aut.) Monza |

| Arbitro: | Ferlito (Prato) |

|           |           |  |
| Marta 39’ | Marcatori |  |

| Arbitro: | Ciulli (Roma) |

|                     |           |  |
| Califano 52’ (rig.) | Marcatori |  |

| Arbitro: | Zaltron (Bassano del Grappa) |

|               |           |  |
| E. Baggio 41’ | Marcatori |  |

| Napoli 28 febbraio 1999, ore CEST 24ª giornata | Savoia                | 0 – 0 | Acireale | Stadio San Paolo\| Arbitro: \| S. Ayroldi (Molfetta) \| |
| Arbitro:                                       | S. Ayroldi (Molfetta) |       |          |                                                         |

| Arbitro: | Soffritti (Ferrara) |

|  |           |             |
|  | Marcatori | 56’ Masitto |

| Arbitro: | Manari (Teramo) |

|  |           |          |
|  | Marcatori | 75’ Erra |

| Nocera Inferiore 28 marzo 1999, ore CEST 27ª giornata | Nocerina      | 0 – 0 | Savoia | Stadio San Francesco d'Assisi\| Arbitro: \| Ciulli (Roma) \| |
| Arbitro:                                              | Ciulli (Roma) |       |        |                                                              |

| Arbitro: | S. Ayroldi (Molfetta) |

|                     |           |                            |
| Califano 90’ (rig.) | Marcatori | 29’ Marino 89’ Mastrolilli |

| Castellammare di Stabia 11 aprile 1999, ore CEST 29ª giornata | Juve Stabia           | 0 – 0 | Savoia | Stadio Romeo Menti\| Arbitro: \| Cuttica (Alessandria) \| |
| Arbitro:                                                      | Cuttica (Alessandria) |       |        |                                                           |

| Arbitro: | Cecotti (Udine) |

|            |           |  |
| Alessi 89’ | Marcatori |  |

| Arbitro: | Calcagno (Nichelino) |

|             |           |  |
| Masitto 68’ | Marcatori |  |

| Arbitro: | Niccolai (Livorno) |

|                            |           |  |
| Evra 1’ Calvaresi 42’, 64’ | Marcatori |  |

| Arbitro: | Ciulli (Roma) |

|                         |           |               |
| Califano 55’ Alessi 85’ | Marcatori | 60’ Lorenzini |

| Foggia 16 maggio 1999, ore CEST 34ª giornata | Foggia        | 0 – 0 | Savoia | Stadio Pino Zaccheria\| Arbitro: \| Lion (Padova) \| |
| Arbitro:                                     | Lion (Padova) |       |        |                                                      |

#### Play-off
| Arbitro: | Dondarini (Finale Emilia) |

|                     |           |  |
| Califano 60’ (rig.) | Marcatori |  |

| Arbitro: | Sofritti (Ferrara) |

|  |           |             |
|  | Marcatori | 56’ Masitto |

| Arbitro: | Gabriele (Frosinone) |

|                          |           |  |
| Masitto 17’ Nocerino 88’ | Marcatori |  |

### Coppa Italia

#### Primo turno
| Arbitro: | Gabriele (Frosinone) |

|               |           |  |
| Bonfiglio 75’ | Marcatori |  |

| Arbitro: | Urbano (Carbonia) |

|                                             |           |                                           |
| Mosca 12’ Califano 38’, 90+2’ Ambrosino 48’ | Marcatori | 22’, 85’ (rig.) D'Isidoro 74’ Bertuccelli |

| 30 agosto 1998 3ª giornata |  | – Turno di riposo Savoia |  |  |

| Cava dei Tirreni 9 settembre 1998, ore CEST 4ª giornata | Cavese        | 0 – 0 | Savoia | Stadio Simonetta Lamberti\| Arbitro: \| Ardito (Bari) \| |
| Arbitro:                                                | Ardito (Bari) |       |        |                                                          |

| Arbitro: | Palmieri (Cosenza) |

|                                   |           |             |
| Mosca 7’ Torre 64’ Tiribocchi 71’ | Marcatori | 10’ Saccher |

## Statistiche

### Statistiche di squadra
| Competizione | Punti | In casa | In casa | In casa | In casa | In casa | In casa | In trasferta | In trasferta | In trasferta | In trasferta | In trasferta | In trasferta | In campo neutro | In campo neutro | In campo neutro | In campo neutro | In campo neutro | In campo neutro | Totale | Totale | Totale | Totale | Totale | Totale | DR |
| Competizione | Punti | G       | V       | N       | P       | Gf      | Gs      | G            | V            | N            | P            | Gf           | Gs           | G               | V               | N               | P               | Gf              | Gs              | G      | V      | N      | P      | Gf     | Gs     | DR |
| ------------ | ----- | ------- | ------- | ------- | ------- | ------- | ------- | ------------ | ------------ | ------------ | ------------ | ------------ | ------------ | --------------- | --------------- | --------------- | --------------- | --------------- | --------------- | ------ | ------ | ------ | ------ | ------ | ------ | -- |
| Serie C1     | 49    | 17      | 10      | 3       | 4       | 21      | 13      | 17           | 3            | 7            | 7            | 8            | 18           | -               | -               | -               | -               | -               | -               | 34     | 13     | 10     | 11     | 29     | 31     | -2 |
| Play-off     | -     | 1       | 1       | 0       | 0       | 1       | 0       | 1            | 1            | 0            | 0            | 1            | 0            | 1               | 1               | 0               | 0               | 2               | 0               | 3      | 3      | 0      | 0      | 4      | 0      | +4 |
| Coppa Italia | 7     | 2       | 2       | 0       | 0       | 7       | 4       | 2            | 0            | 1            | 1            | 0            | 1            | -               | -               | -               | -               | -               | -               | 4      | 2      | 1      | 1      | 7      | 5      | +2 |
| Totale       | 56    | 20      | 13      | 3       | 4       | 29      | 17      | 20           | 4            | 8            | 8            | 9            | 19           | 1               | 1               | 0               | 0               | 2               | 0               | 41     | 18     | 11     | 12     | 40     | 36     | +4 |

### Andamento in campionato
| Giornata  | 1 | 2 | 3 | 4 | 5 | 6 | 7 | 8 | 9 | 10 | 11 | 12 | 13 | 14 | 15 | 16 | 17 | 18 | 19 | 20 | 21 | 22 | 23 | 24 | 25 | 26 | 27 | 28 | 29 | 30 | 31 | 32 | 33 | 34 |
| --------- | - | - | - | - | - | - | - | - | - | -- | -- | -- | -- | -- | -- | -- | -- | -- | -- | -- | -- | -- | -- | -- | -- | -- | -- | -- | -- | -- | -- | -- | -- | -- |
| Luogo     | T | C | T | C | T | C | T | C | T | C  | T  | C  | T  | T  | C  | T  | C  | C  | T  | C  | T  | C  | T  | C  | T  | C  | T  | C  | T  | C  | C  | T  | C  | T  |
| Risultato | P | V | N | V | P | V | N | V | P | V  | V  | P  | N  | N  | V  | V  | N  | P  | P  | N  | P  | V  | P  | N  | V  | P  | N  | P  | N  | V  | V  | P  | V  | N  |
| Posizione |   |   |   |   |   |   |   |   |   |    |    |    |    |    |    |    |    |    |    |    |    |    |    |    |    |    |    |    |    |    |    |    |    | 5  |

Legenda:

Luogo: C = Casa; T = Trasferta. Risultato: V = Vittoria; N = Pareggio; P = Sconfitta.

### Statistiche dei giocatori
Sono in corsivo i calciatori che hanno lasciato la società a stagione in corso.
| Giocatore      | Serie C1 | Serie C1 | Play-off | Play-off | Coppa Italia | Coppa Italia | Totale   | Totale |
| Giocatore      | Presenze | Reti     | Presenze | Reti     | Presenze     | Reti         | Presenze | Reti   |
| -------------- | -------- | -------- | -------- | -------- | ------------ | ------------ | -------- | ------ |
| G. Alessi      | 31       | 3        | 3        | 0        | ?            | ?            | 34+      | 3+     |
| S. Ambrosino   | 24       | 1        | 3        | 0        | ?            | ?            | 27+      | 1+     |
| F. Bonadei     | 32       | 0        | 3        | 0        | ?            | ?            | 35+      | 0+     |
| G. Califano    | 30       | 12       | 3        | 1        | ?            | ?            | 33+      | 13+    |
| M. Corazzini   | 6        | 0        | 0        | 0        | ?            | ?            | 6+       | 0+     |
| A. De Gregorio | 5        | 0        | 0        | 0        | ?            | ?            | 5+       | 0+     |
| A. Di Nardo    | 14       | 0        | 0        | 0        | ?            | ?            | 14+      | 0+     |
| G. Ferazzoli   | 20       | 1        | 3        | 0        | ?            | ?            | 23+      | 1+     |
| P. Malinarich  | 1        | -5       | 0        | 0        | ?            | ?            | 1+       | -5+    |
| L. Maranzano   | 19       | 0        | 0        | 0        | ?            | ?            | 19+      | 0+     |
| M. Marin       | 15       | 0        | 0        | 0        | ?            | ?            | 15+      | 0+     |
| C. Masitto     | 15       | 3        | 3        | 2        | ?            | ?            | 18+      | 5+     |
| G. Migliaccio  | 8        | 0        | 0        | 0        | ?            | ?            | 8+       | 0+     |
| V. Migliaccio  | 2        | 0        | 1        | 0        | ?            | ?            | 3+       | 0+     |
| G. Misiti      | 2        | 0        | 0        | 0        | ?            | ?            | 2+       | 0+     |
| A. Monza       | 25       | 2        | 3        | 0        | ?            | ?            | 28+      | 2+     |
| M. Morrone     | 1        | -1       | 0        | 0        | ?            | ?            | 1+       | -1+    |
| G. Mosca       | 8        | 1        | 0        | 0        | ?            | ?            | 8+       | 1+     |
| A. Nocerino    | 26       | 0        | 3        | 1        | ?            | ?            | 29+      | 1+     |
| S. Porchia     | 29       | 0        | 3        | 0        | ?            | ?            | 32+      | 0+     |
| G. Rossi       | 32       | -25      | 3        | 0        | ?            | ?            | 35+      | -25+   |
| O. Russo       | 26       | 4        | 3        | 0        | ?            | ?            | 29+      | 4+     |
| P. Siroti      | 33       | 0        | 3        | 0        | ?            | ?            | 36+      | 0+     |
| S. Tiribocchi  | 28       | 3        | 3        | 0        | ?            | ?            | 31+      | 3+     |
| S. Torre       | 7        | 0        | 0        | 0        | ?            | ?            | 7+       | 0+     |
| S. Veronese    | 13       | 0        | 0        | 0        | ?            | ?            | 13+      | 0+     |